# Frederiksværkbanen
Hillerød-Frederiksværk-Hundested Jernbane (HFHJ) – eller Frederiksværkbanen – er en normalsporet dansk privatbane, anlagt i to etaper: Hillerød-Frederiksværk (HFJ) i 1897 og Frederiksværk-Hundested (FHJ) i 1916. De to selskaber blev 1. januar 1943 sluttet sammen til ét selskab, som fra 2002 blev en del af Hovedstadens Lokalbaner. Det indgik i Lokaltog i 2015.

## Historie

### Hillerød-Frederiksværk Jernbane
I 1881 begyndte de første bestræbelser på at oprette en jernbane til Halsnæs. Den store jernbanelov fra 1894 indeholdt en bane fra Hillerød til Frederiksværk, og 3. december samme år blev der udstedt eneretsbevilling. Der var to forslag vedrørende tilslutningen til den eksisterende statsbanestation i Hillerød: Fra Freerslev Hegn over Bøllemosen med en lokalstation ved Slangerupgade og ind til Hillerød Station fra syd – eller fra Freerslev Hegn vest og nord om Hillerød med tilslutning til Gribskovbanens spor, hvor det krydser Fredensborgvej, og ind til Hillerød Station fra nord. Det første forslag blev valgt, og det viste sig ikke at være helt hensigtsmæssigt, idet strækningen mellem Hillerød Lokalstation og Statsbanestationen forløb i en kurve med 150 m radius og 1:70 stigning. Dette spor skulle kun have været et forbindelsesspor til godsvogne, og persontogene skulle have endestation på Hillerød Lokalstation, så passagererne skulle finde egen befordring mellem de to stationer. Men denne plan blev skrinlagt, så togene skulle køre hele vejen til og fra statsbanestationen ad det krumme, stejle spor.
Arbejdet med anlægget af HFJ blev påbegyndt i 1895, og banen kunne åbnes 31. maj 1897 med 3 tog dagligt i hver retning. Omkostningerne havde været relativt lave, men skinnerne var også af en spinkel type, der allerede i 1926-27 krævede forstærkning og blev helt udskiftet i 1933. Stationsbygningerne blev tegnet af Vilhelm Holck fra Hillerød.

### Frederiksværk-Hundested Jernbane
Videreførelsen af banen til Hundested var med i den store jernbanelov fra 1908. Arbejdet blev påbegyndt samme år, og FHJ kunne åbnes 21. december 1916, ligeledes med 3 tog dagligt i hver retning. Civilingeniør C. Johannes Kuhlman havde projekteret strækningen og blev banens driftsbestyrer 1915-58. Stationsbygningerne blev tegnet af Axel Preisler.
Hundested Havnebane blev anlagt i 1923. Der blev anlagt spor til Hundested-Rørvig færgen i 1928, så togene kunne køre helt ned til kajen, når der er forbindelse med en færge. Der blev også lagt spor til den nedlagte Grenå-Hundested færge i 1938.

### Ændring af linjeføringen
Linjeføringen ved Hillerød vedblev at være et problem. Da færdiggørelsen af Sjællandske midtbane blev opgivet i 1936, var en stor del af underbygningen mellem Frederikssund og Hillerød færdiggjort. Broer, dæmninger og gennemskæringer mellem Hillerød og Nørre Herlev kunne altså bruges i en ny linjeføring til Frederiksværkbanen, og så skulle der anlægges ny bane mellem Nørre Herlev og den gamle linjeføring ved Skævinge.
Dette forslag blev vedtaget i Folketinget 16. juli 1942, og arbejdet blev påbegyndt. Men på grund af vanskelighederne ved at skaffe materialer under krigen skred det kun langsomt frem. Først efter befrielsen kunne man anskaffe spormaterialer fra de nedlagte tyske sidesporsanlæg i Jylland. Strækningen blev først klar til åbning 14. maj 1950.

## Driften
Banen har gennem hele sin levetid – især om sommeren – haft mange rejsende fra København til sommerhusområderne i den vestlige del af Nordsjælland. Godskunderne var især virksomheder i Frederiksværk, kartoffelmelsfabrikken i Grimstrup og Borup Teglværk. Under 2. verdenskrig blev der hentet tørv fra en mose ved Gammel Harløse trinbræt, og et sidespor blev anlagt til mosen. Senere blev Stålvalseværket i Frederiksværk banens største godskunde, som efter oprettelsen i 1942 anvendte banen til at få tilført metalskrot og få borttransporteret de færdigvalsede stålplader.
Frederiksværkbanen har nu 5 mellemstationer, hvor togene altid standser, og 8 trinbrætter, hvor der kun standses efter behov. 12. januar 2009 trådte en ny køreplan i kraft, hvor der i dagtimerne på hverdage er tre afgange i timen i hver retning: to almindelige (A) og et hurtigtog (H), der kun standser ved 5 mellemstationer. På grund af hurtigtogenes højere hastighed var det nødvendigt at forbedre sporenes fundament flere steder på linjen.
Frederiksværkbanen har siden december 2010 indgået i R-nettet, hvor den har linjenummer 920R. Hurtigturene har dog linjenummer 920E (E for ekspres).
Frederiksværkbanen anvender togtypen Lint 41, som i 2007 erstattede banens IC2 og Lynette-togsæt.

## Standsningssteder
| Navn                                                                                   | Km   | A / H | Forbindelser               |
| -------------------------------------------------------------------------------------- | ---- | ----- | -------------------------- |
| Hillerød station                                                                       | 0,0  | A, H  | Nordbanen og Gribskovbanen |
| Hillerød-Skævinge til 13. maj 1950:                                                    |      |       |                            |
| Hillerød Lokalstation med drejeskive, remise, værksted og opstillingsspor              | 1,3  |       |                            |
| Freerslev Hegn trinbræt                                                                | 4,5  |       |                            |
| Harløse station, fra 1927 trinbræt                                                     | 6,4  |       |                            |
| Gl. Harløse trinbræt fra 1. oktober 1924                                               |      |       |                            |
| Borup trinbræt fra 1900, sidespor til Borup Teglværk allerede i 1898                   | 9,1  |       |                            |
| Hillerød-Skævinge fra 14. maj 1950:                                                    |      |       |                            |
| Favrholm station fra december 2023                                                     |      |       | Nordbanen                  |
| St. Hestehave trinbræt med læskur til 1989                                             | 2,6  |       |                            |
| Brødeskov station ved Nørre Herlev, nu trinbræt                                        | 4,9  | A     |                            |
| Gørløse station, nu trinbræt                                                           | 9,8  | A     |                            |
| Borupgård trinbræt med korsformet læskur, nyt trinbræt 2 km syd for det gamle, nedlagt | 12,0 |       |                            |
| Skævinge-Hundested (km via Harløse, knap 3 km længere via Gørløse)                     |      |       |                            |
| Skævinge station                                                                       | 14,2 | A, H  |                            |
| Strølille trinbræt med grusperron fra 1924, nedlagt 1989                               | 15,7 |       |                            |
| Grimstrup trinbræt med korsformet læskur                                               | 17,3 | A     |                            |
| Ølsted station                                                                         | 19,3 | A, H  |                            |
| Kregme station, nu trinbræt                                                            | 21,5 | A     |                            |
| Kregme Kirkesti trinbræt 1924-64, erstattet af Lille Kregme trinbræt                   | 22,4 |       |                            |
| Lille Kregme trinbræt fra 1964 med 3-fløjet læskærm                                    | 23,0 | A, H  |                            |
| Bjørnehoved trinbræt fra 1930, nedlagt 1964                                            | 24,9 |       |                            |
| Frederiksværk station                                                                  | 25,8 | A, H  |                            |
| Hanehoved trinbræt fra 1922                                                            | 27,3 | A     |                            |
| Melby station                                                                          | 30,0 | A     |                            |
| Dyssekilde station, nu trinbræt                                                        | 31,9 | A     |                            |
| Østerbjerg trinbræt med læssespor og ventesal, fra 1965 krydsningsspor                 | 33,9 | A     |                            |
| Ullerup trinbræt med læskur, nedlagt 1989                                              | 36,1 |       |                            |
| Vibehus trinbræt med ventesal, nu station                                              | 37,1 | A, H  |                            |
| Hundested station med remise, drejeskive og opstillingsspor                            | 39,0 | A, H  |                            |
| Hundested Havn med havnebane fra 1923                                                  | 39,7 | A     | Færge til Rørvig           |

## Hillerød-Harløse-Skævinge
På den strækning, der blev nedlagt i 1950, er 4½ km af banens tracé bevaret og tilgængeligt. "Banestien" mellem Hillerød Station og Freerslev Hegn følger tracéet det meste af vejen. Den eneste stationsbygning på strækningen – Harløse – er bevaret som privat bolig.
- Banestien starter ved Hillerød Station
- Efter Frederiksgade lå Hillerød Lokalstation
- Banestien gennem Tirsdagsskoven
- Sti på banetracéet i Freerslev Hegn
- Grusvej på sidesporet til Borup Teglværk
- Harløse Station: Nebbegårdsvej 1

- Wikimedia Commons har flere filer relateret til Hillerød-Harløse-Skævinge